# Raimbaut II van Orange

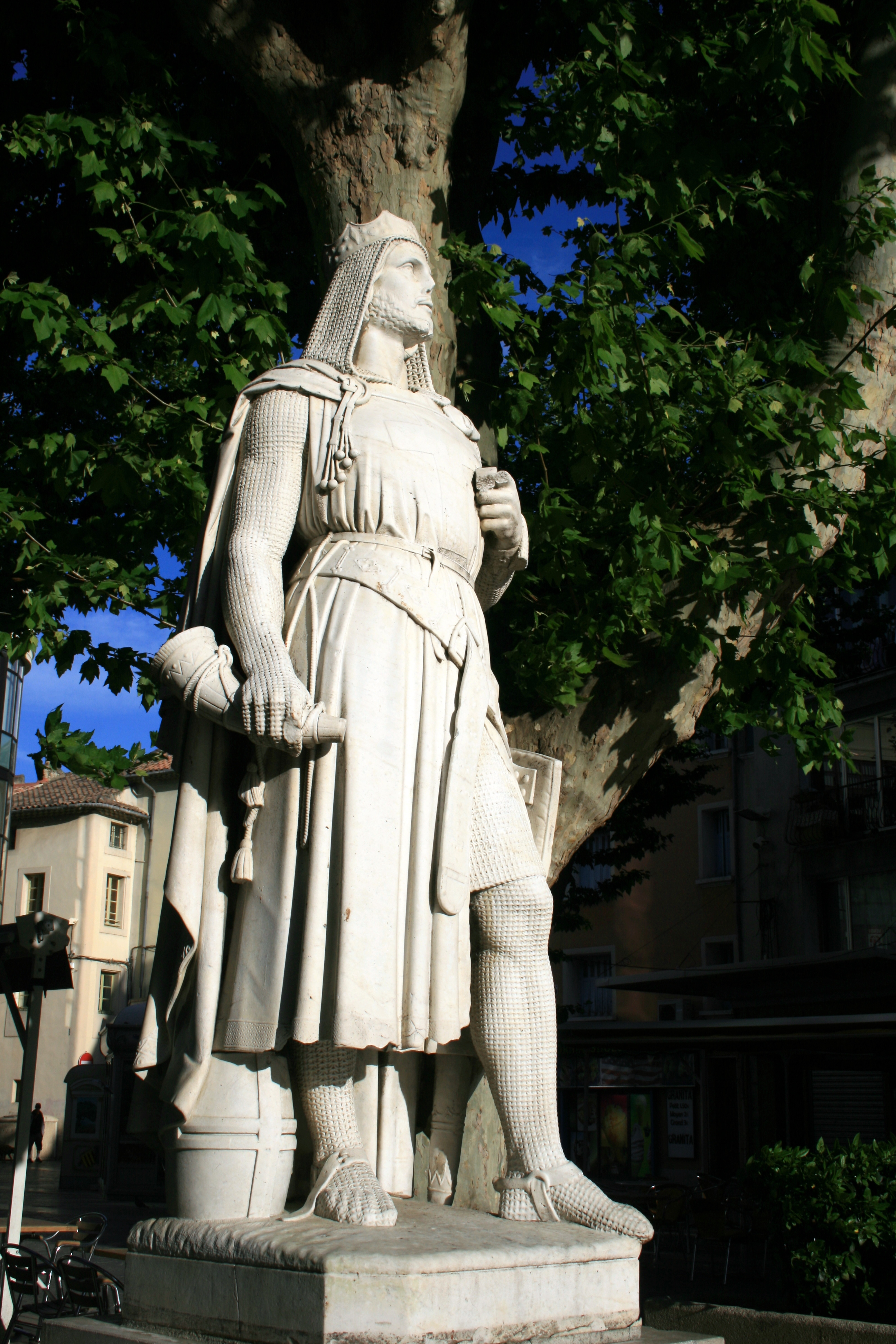
Standbeeld van Raimbaut II van Orange in Orange.

Raimbaut II van Orange (Nice, 1066 - Levant, 1121) was graaf van Orange en was een kruisvaarder.

## Biografie
Raimbaut II werd geboren als zoon van graaf Bertrand-Raimbaut en diens vrouw Giberge. Zijn vader was een kleinzoon van Willem I van Provence. In 1096 nam Raimbaut het kruis om deel te nemen aan de Eerste Kruistocht. Tijdens de kruistocht diende hij onder zijn leenheer Raymond IV van Toulouse. Zo zou Raimbaut II aan de zijde van Raymond hebben gestreden tijdens het beleg van Nicea. Na aankomst in het Heilige Land vocht hij onder Robrecht II van Vlaanderen tijdens het beleg van Antiochië. Na het succes van de kruistocht bleef hij in het Heilige Land en overleed hij aldaar. Voor zijn dood had hij enkele gebieden in zijn graafschap geschonken aan de Orde van Sint-Jan van Jeruzalem. In zijn graafschap werd hij opgevolgd door zijn dochter Tiburge.